# Durlstodon
Durlstodon es un género de mamíferos extintos del Cretácico Inferior del sur de Inglaterra. Contiene una sola especie, Durlstodon ensomi, que se conoce por los molares encontrados en la Formación Berriasiana de Lulworth de la Bahía Durlston, Dorset, por lo que se nombró al género. El nombre de la especie honra a Paul Ensom, descubridor de muchos mamíferos fósiles de Lulworth. Durlstodon y dos de sus contemporáneos, Tribactonodon y Durlstotherium, poseen molares tribosfénicos que son una característica avanzada entre los mamíferos euterios y sugieren que el grupo surgió antes que el cretácico inferior.

## Galería de imágenes

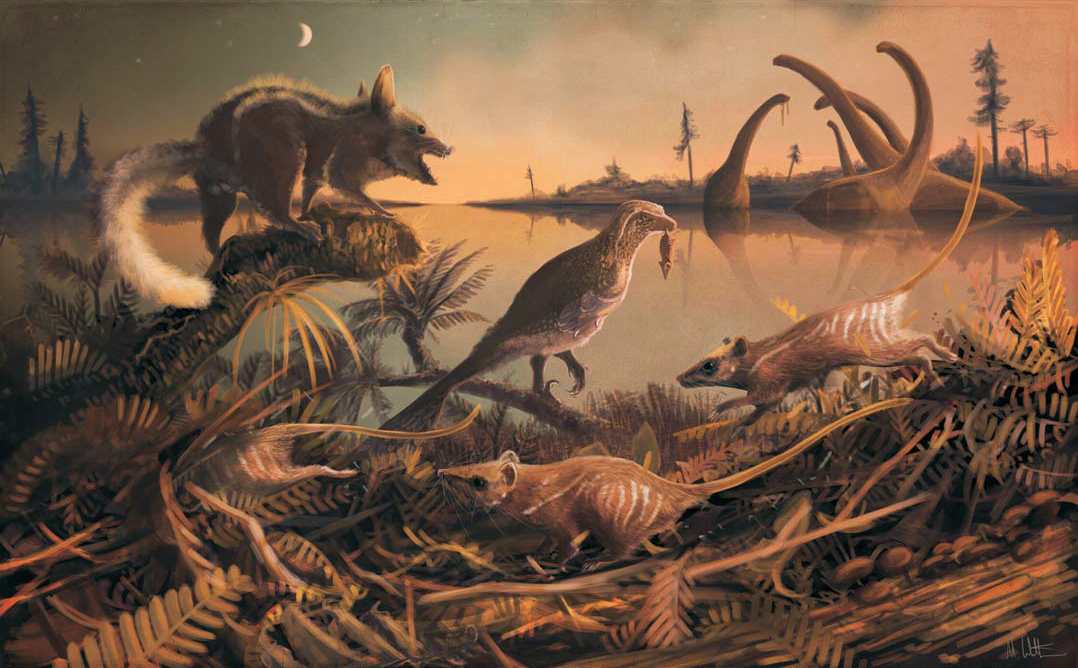
Impresión artística de Durlstotherium (derecha y centro) y Durlstodon (izquierda)
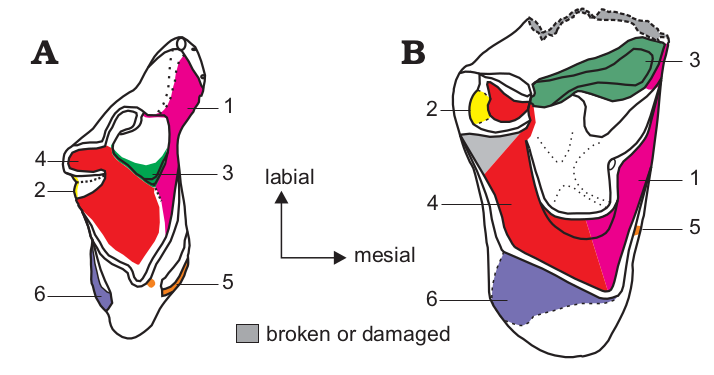
Facetas de desgaste de los molares de Durlstotherium (derecha) y Durlstodon (izquierda)
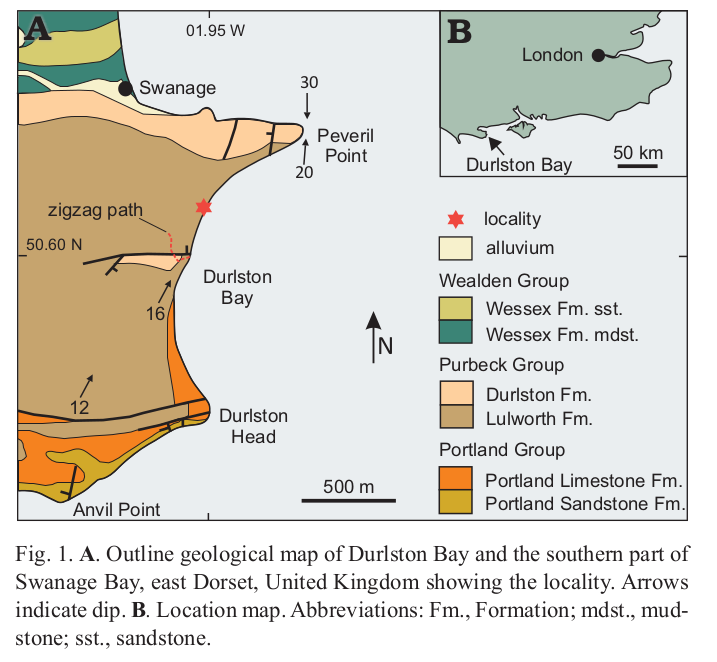
Bahía de Durlston, Inglaterra